# 목포신항
목포신항(木浦新港)은 대한민국 목포시 유달동 허사도에 있는 목포의 신항이다. 목포의 옛 항인 목포항을 대체하기 위해 만들었다.

## 시설

### 접안시설
총 배후부지면적은 60만m²이고 현재 5만톤급의 3선석이 있고 안벽길이는 750m이다.

### 여객시설
여객시설은 옛 목포항에 있는 목포연안여객선터미널에서 담당한다.

## 개발현황

### 부두시설
- 자동차전용부두

### 계류시설
- 소형어선 접안시설
- 신항 준설토 투기장 축조공사

### 도시주거시설
신항만의 배후도심으로 고하해상신도심이 조성중에 있다. 목포대교가 건설되고 있다.